# غريزغورز كوالسكي
غريزغورز كوالسكي هو لاعب كرة قدم بولندي، ولد في 15 ديسمبر 1977 في زابجه في بولندا.